# Satyrus kotzschi
Satyrus kotzschi är en fjärilsart som beskrevs av Holik 1955. Satyrus kotzschi ingår i släktet Satyrus och familjen praktfjärilar. Inga underarter finns listade.